# 岡本久
岡本 久（おかもと ひさし、1956年11月23日 - ）は、日本の数学者。京都大学名誉教授

、学習院大学教授。
専門は応用数学・流体力学、特にナヴィエ－ストークス方程式。数学史についても研究している
。

## 略歴
三重県に生まれ、1979年 東京大学理学部数学科卒業。大学院進学。大学院指導教員は藤田宏。東京大学教養学部助教授、京都大学数理解析研究所助教授・教授を経て現職。理学博士、日本応用数理学会会長、数学教育学会会長を歴任。

## 職歴
- 1981年4月 東京大学理学部助手
- 1987年9月 東京大学教養学部助教授
- 1990年4月 京都大学数理解析研究所助教授
- 1994年4月 同 教授
- 2017年4月 学習院大学理学部数学科教授

## 受賞および講演歴
- 1997年 日本応用数理学会論文賞JJIAM部門
- 1998年 ICM 1998 Berlin 招待講演[5]
- 2002年 井上学術賞
- 2014年 JMSJ論文賞 日本数学会
- 2016年 藤原洋数理科学賞